# Alpine Skiweltmeisterschaften 1941
Die Alpinen Skiweltmeisterschaften des Jahres 1941 wurden gemeinsam mit den nordischen Skiweltmeisterschaften vom 1. bis 9. Februar im italienischen Wintersportort Cortina d’Ampezzo ausgetragen. Cortina war bereits 1932 Schauplatz von Weltmeisterschaften gewesen.
Nach Ende des Zweiten Weltkriegs erklärte der Internationale Skiverband (FIS) diese Weltmeisterschaften beim 16. Kongress vom 27. bis 31. August 1946 in Pau nachträglich für ungültig, da viele Nationen aufgrund der politischen Umstände nicht daran teilnehmen konnten. Alle Medaillen verloren nach Beschluss der FIS ihren offiziellen Status und werden nicht mehr gezählt. Teilnehmende Länder waren neben Italien und dem Deutschen Reich nur Bulgarien, Finnland, Schweden, Norwegen, Jugoslawien, Rumänien, Schweiz und Ungarn.

## Ablauf

### Eröffnungsfeier
Die Eröffnungsfeier fand am 1. Februar um 11 Uhr statt. Nach einer Nacht mit Schneefall war die Landschaft von einer 20-cm-Neuschneeschicht überzogen. 5000 Besucher wohnten der Zeremonie bei. Auf der Ehrentribüne glänzten die Uniformen der Offiziere von zwölf Nationen. Als erste Sportler marschierten zwei Bulgaren ein, als letzte waren es die Gastgeber. Fahnenträger des Schweizer Teams war dessen Wettkampfältester, August Sonderegger. Der Präsident des Italienischen Olympischen Komitees, Raffaele Manganiello, richtete die Begrüßungsansprache. FIS-Vizepräsident, Graf Hamilton (Schweden), überbrachte den Dank des Internationalen Skiverbandes.

### FIS-Kongress
Am 3. Februar wurde ein FIS-Kongress abgehalten; vorerst war FIS-Vizepräsident Hamilton der Meinung gewesen, dass „es nicht Zeit daran wäre“. Bei dieser Tagung, welche unter Zuzug der 12 Teilnehmerländer erfolgte, wurde die Vergabe der nächstjährigen Weltmeisterschaften an Deutschland (Garmisch-Partenkirchen) und der nächste FIS-Kongress ein Jahr nach Kriegsschluss in Budapest beschlossen. Außerdem wurden einige Mutationen zur Kenntnis genommen, die die früheren Skiorganisitonen von Österreich und der Tschechoslowakei, sowie die Neuordnung des Sports in Finnland, Norwegen und der Slowakei betreffen.

### Schlusszeremonie
Die Schlussfeier gab es mit untergehender Sonne nach dem Skispringen am 9. Februar, wobei der Duca di Bergamo (Mitglied der italienischen Königsfamilie) die Rangverkündigung vornahm, wobei er auch die vergangenen Bewerbe aufzählte.

## Männer

### Abfahrt
| Platz | Sportler           | Land               | Zeit        |
| ----- | ------------------ | ------------------ | ----------- |
| 1     | Josef Jennewein    | Deutsches Reich    | 4:03,97 min |
| 2     | Alberto Marcellin  | Königreich Italien | 4:06,66 min |
| 3     | Rudolf Cranz       | Deutsches Reich    | 4:08,66 min |
| 4     | Vittorio Chierroni | Königreich Italien | 4:09,46 min |
| 5     | Hellmut Lantschner | Deutsches Reich    | 4:09,69 min |
| 6     | Rudolf Rominger    | Schweiz            | 4:12,55 min |
| 7     | Randmod Sörensen   | Norwegen           | 4:14,00 min |
| 8     | Albert Pfeifer     | Deutsches Reich    | 4:15,13 min |
| 9     | Albert Scheuring   | Schweiz            | 4:18,06 min |
| 10    | Hans Hansson       | Schweden           | 4:19,09 min |

Datum: Sonntag, 2. Februar 1941
Teilnehmer: 27 gestartet; 25 gewertet
Das Rennen wurde um 11.30 Uhr gestartet. Es ging über 4,6 km mit 985 m Höhenunterschied und Start auf 2200 m am Fuß des mittleren Tofanastockes. Nach 1700 m Fahrt über freies Gelände wurde das 500 m lange «Kanonenrohr» («Canelone») anvisiert, dessen oberer Teil mit 5 blauen Toren markiert war. Eine weitere wichtige Passage war die «Druscie-Mauer» («plêce de résistance»), ein ungemein steiler, vereister Absturz, der ausgenützt werden musste, um die anschließende ebene Partie mit möglichst wenig Zeitverlust zu absolvieren. Danach ging es in gerade Fahrt über leicht welliges Gelände ins Ziel, wobei den Klassenfahren die zwei Straßenübergänge keinerlei Mühen bereitete. Dies wurde erst an den Sturzfahrten der weniger Routinierten erkennbar. Die Schweden hatten sich in der Wachswahl vertan, überhaupt geriet der Bewerb zu einer Enttäuschung für die Nordländer, die sich zu den engsten Favoriten gezählt hatten.

Die Zeit der Nr. 1, Marcellin, wurde nur mehr von der Nr. 7, Jennewein, unterboten. Seine Fahrt war derart, dass er auf der ganzen Strecke ohne Stoppuhr als der sichere Sieger erkannt werden konnte. Seiner Waghalsigkeit kam auf den kniffligen Streckenabschnitt nur der Alpini Marcellin nahe, die meisten anderen setzten beim «Canelone» mit einem kleinen Rutscher auf «Nummer sicher». Die Leistung von Rudolf Rominger hatte zwar in der Schweiz den Erwartungen entsprochen, aber der Slalom-Weltmeister hatte sich eine bessere Chance ausgerechnet. So hatte er im «Kanonenrohr» und an der Mauer länger geschwungen bzw. gerutscht – ähnliches wurde auch vom zweiten Schweizer Teilnehmer gesehen.

### Slalom
| Platz | Sportler           | Land               | Zeit        |
| ----- | ------------------ | ------------------ | ----------- |
| 1     | Albert Pfeifer     | Deutsches Reich    | 2:01,50 min |
| 1     | Vittorio Chierroni | Königreich Italien | 2:01,50 min |
| 3     | Alberto Marcellin  | Königreich Italien | 2:01,90 min |
| 4     | Rudolf Cranz       | Deutsches Reich    | 2:02,30 min |
| 5     | Rudolf Rominger    | Schweiz            | 2:03,40 min |
| 6     | Josef Jennewein    | Deutsches Reich    | 2:03,50 min |
| 7     | Roberto Lacedelli  | Königreich Italien | 2:05,10 min |
| 8     | Albert Scheuring   | Schweiz            | 2:07,60 min |
| 9     | Randmod Sörensen   | Norwegen           | 2:08,00 min |
| 10    | Sixten Isberg      | Schweden           | 2:13,40 min |

Datum: Dienstag, 4. Februar 1941
Teilnehmer: 23 gestartet
Die Slalomrennen fanden bei starkem Schneegestöber statt, was eigentlich ein gutes Zeichen für Titelverteidiger Rominger sein sollte, denn in Zakopane hatte es dasselbe Wetter gegeben. Der Lauf war mit 39 Toren ausgesteckt, wobei im Startbereich 5 bis 6 „im Schuss“ gefahren werden konnten, und in Summe der Kurs die Draufgänger mehr bevorzugte als die Techniker. Willi Walch und Peter Alexander von le Fort waren die Kurssetzer, wobei Walch als Trainer der Deutschen seinen Läufern diese Kombinationen schon in den Trainings beigebracht hatte. Hellmut Lantschner eröffnete den Slalom und er fuhr mit 59,3 Bestzeit vor Chierroni, Pfeifer und Jennewein, bei dem man merkte, dass er den Kombinationstitel nicht riskieren wollte. Lantschner, wiederum als erster an der Reihe (wie es damals das Reglement für den 2. Lauf vorsah), kam zu schnell in den Steilhang, touchierte ein Tor, stürzte und kassierte zusätzlich 12 Strafsekunden. Über Chierroni wurde von italienischer Seite berichtet, dass er an Influenza erkrankt sei und über 38 Grad Fieber hätte. Marcellin gelang in 61,1 die beste Zeit des zweiten Laufes. Rominger konnte seine Zeit aus dem ersten Lauf wider Erwarten nicht verbessern.
Von den in der Abfahrt gestarteten Läufern fehlten der Finne Erkki Penttilä wegen einer erlittenen Fußverletzung und der Slowake Michal Daňo. Der deutsche Jugendmeister Engelbert Haider fuhr als Vorläufer im ersten Durchgang mit 57,0 Sekunden die Bestzeit des Tages.

### Alpine Kombination
| Platz | Sportler           | Land               | Punkte |
| ----- | ------------------ | ------------------ | ------ |
| 1     | Josef Jennewein    | Deutsches Reich    | 404,4  |
| 2     | Alberto Marcellin  | Königreich Italien | 405,1  |
| 3     | Vittorio Chierroni | Königreich Italien | 407,4  |
| 4     | Rudolf Cranz       | Deutsches Reich    | 407,6  |
| 5     | Rudolf Rominger    | Schweiz            | 412,8  |
| 6     | Albert Pfeifer     | Deutsches Reich    | 413,7  |
| 7     | Randmod Sörensen   | Norwegen           | 421,0  |
| 8     | Albert Scheuring   | Schweiz            | 423,9  |
| 9     | Roberto Lacedelli  | Königreich Italien | 424,6  |
| 10    | Hellmut Lantschner | Deutsches Reich    | 425,8  |

Datum: Sonntag, 2. und Dienstag, 4. Februar 1941
Teilnehmer: 27 gestartet; 21 gewertet
Josef Jennewein reichte der Vorsprung aus der Abfahrt, um die Kombination für sich zu entscheiden.

## Frauen

### Abfahrt
| Platz | Sportler          | Land               | Zeit        |
| ----- | ----------------- | ------------------ | ----------- |
| 1     | Christl Cranz     | Deutsches Reich    | 4:10,30 min |
| 2     | Käthe Grasegger   | Deutsches Reich    | 4:17,58 min |
| 3     | Anneliese Proxauf | Deutsches Reich    | 4:25,33 min |
| 4     | Vreni Fuchs       | Schweiz            | 4:29,58 min |
| 5     | Celina Seghi      | Königreich Italien | 4:34,09 min |
| 6     | Vreni Keller      | Schweiz            | 4:36,38 min |
| 7     | Rosemarie Proxauf | Deutsches Reich    | 4:37,63 min |
| 8     | Eva May Nilsson   | Schweden           | 4:40,25 min |
| 9     | Louise Boulaz     | Schweiz            | 4:43,77 min |
| 10    | Ruth Graffer      | Königreich Italien | 5:45,36 min |

Datum: Sonntag, 2. Februar 1941
Teilnehmer: 10 gestartet; 10 gewertet
Die Damenabfahrt führte über dieselbe Strecke wie bei den Herren, war aber in der Starthöhe um 200 m gekürzt, was bei 15 bis 20 Sekunden Fahrt bedeutete. Die Leistung der überlegenen Siegerin war umso beachtlicher, indem sie wegen eines Beinkrampfes das halbe Rennen in Hockestellung fahren musste.

Von den Schweizer Läuferinnen gab es erfreuliche Platzierungen für Vreni Fuchs (Basel-Davos), die in eleganter Fahrt scheinbar spielend ins Ziel fuhr. Vreni Keller (Zürich) war in 4:36,38 gestoppt worden und damit um gute 2 Sekunden langsamer als Celina Seghi (4:34,09). Loulou Boulaz (Genf), die Mannschaftsführerin war, stürzte nach einem Kantenfehler schon zwischen dem zweiten und dritten Tor. May Nilsson litt unter dem gleichen Übel mit der falschen Wachswahl wie ihre männlichen Kollegen.

### Slalom
| Platz | Sportler          | Land               | Zeit        |
| ----- | ----------------- | ------------------ | ----------- |
| 1     | Celina Seghi      | Königreich Italien | 2:05,61 min |
| 2     | Christl Cranz     | Deutsches Reich    | 2:09,98 min |
| 3     | Anneliese Proxauf | Deutsches Reich    | 2:17,39 min |
| 4     | Rosemarie Proxauf | Deutsches Reich    | 2:20,06 min |
| 5     | Käthe Grasegger   | Deutsches Reich    | 2:25,90 min |
| 6     | Vreni Fuchs       | Schweiz            | 2:30,35 min |
| 7     | Vreni Keller      | Schweiz            | 2:38,83 min |
| 8     | Louise Boulaz     | Schweiz            | 3:02,73 min |
| DQU   | Eva May Nilsson   | Schweden           | -           |
| DNF   | Ruth Graffer      | Königreich Italien | -           |

Datum: Dienstag, 4. Februar 1941
Teilnehmer: 10 gestartet; 8 gewertet
Man gab der kleinen Celina Seghi gegen die deutsche Übermacht keine Chance, doch holte sie gegen die vielfache Weltmeisterin aus dem Oberallgäu beinahe 5 Sekunden Vorsprung heraus, wobei sie mit Start-Nr. 1 schon im ersten Lauf eine Bestzeit (2,8 Sekunden besser als Cranz) vorgelegt hatte. May Nilsson hatte zwei Tore ausgelassen und wurde disqualifiziert. Seghi fuhr auch im zweiten Durchgang Bestzeit. Cranz wollte nicht zu viel riskieren. Vreni Fuchs fuhr ein solides Rennen, kam aber knapp vor dem Ziel zu Sturz, und im Glauben, dass sie bereits die Zeitnahme ausgelöst habe, blieb sie liegen, verstand die auf Italienisch gegebene Aufforderung vorerst nicht, aufzustehen und weiter zu fahren, was ihr wertvolle Zeit kostete.

### Alpine Kombination
| Platz | Sportler          | Land               | Punkte |
| ----- | ----------------- | ------------------ | ------ |
| 1     | Christl Cranz     | Deutsches Reich    | 406,0  |
| 2     | Celina Seghi      | Königreich Italien | 424,7  |
| 3     | Anneliese Proxauf | Deutsches Reich    | 430,1  |
| 4     | Käthe Grasegger   | Deutsches Reich    | 432,6  |
| 5     | Rosemarie Proxauf | Deutsches Reich    | 445,7  |
| 6     | Vreni Fuchs       | Schweiz            | 457,2  |
| 7     | Vreni Keller      | Schweiz            | 474,0  |
| 8     | Loulou Boulaz     | Schweiz            | 502,8  |
| DNF   | Ruth Graffer      | Königreich Italien | -      |
| DNF   | Eva May Nilsson   | Schweden           | -      |

Datum: Sonntag, 2. und Dienstag, 4. Februar 1941
Teilnehmer: 10 gestartet; 8 gewertet
Christl Cranz reichte der Vorsprung aus der Abfahrt, um die Kombination für sich zu entscheiden.

## Medaillenspiegel
| Platz | Land            | Gold | Silber | Bronze | Gesamt |
| ----- | --------------- | ---- | ------ | ------ | ------ |
| 1     | Deutsches Reich | 5    | 2      | 4      | 11     |
| 2     | Italien         | 2    | 3      | 2      | 7      |